# Goertzel-Algorithmus
Der Goertzel-Algorithmus ist ein Verfahren aus der digitalen Signalverarbeitung und stellt eine besondere Form der diskreten Fourier-Transformation (DFT) dar. Im Gegensatz zu den verschiedenen schnellen Berechnungsmethoden bei der diskreten schnellen Fourier-Transformation (FFT), die immer alle diskreten Spektralkomponenten in einem Block berechnen, ist es mit dem Goertzel-Algorithmus möglich, nur einzelne diskrete Spektralanteile zu berechnen. Entwickelt wurde der Algorithmus 1958 von Gerald Goertzel (1919–2002).

## Funktion
Der Algorithmus basiert auf einer Struktur bestehend aus einem digitalen Filter, das um eine Zustandssteuerung erweitert ist. Die Zustände unterteilen die Berechnung in den Rückwärtszweig, in dem die im Zeitbereich abgetasteten Eingangswerte geladen werden, und in einen Vorwärtszweig, der das Ausgangssignal liefert. Die Rückwärtsschleife wird bei jedem digitalen Abtastwert (englisch sample) durchlaufen und ist als ein rekursives digitales Filter mit zwei Zustandsspeichern und einem Akkumulator aufgebaut. Der Vorwärtszweig wird erst nach {\displaystyle N} Abtastwerten einmalig durchlaufen und liefert aus den Zustandsspeichern den berechneten komplexen Ausgangswert – nämlich die spektrale Komponente nach Betrag und Phase.
Durch die Wahl der dabei eingesetzten Filterkoeffizienten lässt sich die Frequenzselektivität einstellen. Durch die Wahl der Anzahl der Abtastwerte {\displaystyle N} lässt sich der Gütefaktor beeinflussen. {\displaystyle N} kann beliebige natürliche Werte annehmen.
Pro Spektralkomponente ist allerdings eine eigenständige Goertzel-Struktur notwendig. Daher ist dieser Algorithmus vor allem dann vorteilhaft und mit geringerem Rechenaufwand anwendbar, wenn nicht das komplette Spektrum berechnet werden soll, sondern nur einzelne Spektralkomponenten daraus.
Ausführliche mathematische Herleitungen des Algorithmus finden sich in den unten angegebenen Literaturquellen.

## Algorithmus
Von einem diskreten Signal {\displaystyle s_{i}(i=0,...,N)} wird der Realteil {\displaystyle C} und der Imaginärteil {\displaystyle S} einer Spektralkomponente {\displaystyle \omega } über einen rekursiven Algorithmus bestimmt. Die Startbedingungen sind:
{\displaystyle U_{N+2}=U_{N+1}=0}
Über
{\displaystyle U_{k}=s_{k}+2\cdot U_{k+1}\cdot \cos \omega -U_{k+2}}   für {\displaystyle k=N,N-1,\dotsc ,1}
ergibt sich:
{\displaystyle C=s_{0}+U_{1}\cdot \cos \omega -U_{2}}
{\displaystyle S=U_{1}\cdot \sin \omega }
Auf die Winkelfunktionen {\displaystyle \cos \omega } und {\displaystyle \sin \omega } muss dabei nur je einmal zugegriffen werden.

## Aufwandsabschätzung
Pro Berechnung einer Spektralkomponente sind beim Goertzel-Algorithmus {\displaystyle 2N+2} Additionen/Subtraktionen und {\displaystyle N+2} Multiplikationen notwendig. Vergleicht man diesen Aufwand mit dem Berechnungsaufwand bei der schnellen Fourier-Transformation (FFT), ist der Goertzel-Algorithmus immer dann effizienter, wenn weniger als {\displaystyle {\tfrac {5}{6}}\cdot \log _{2}N} Spektralkomponenten berechnet werden sollen. Denn pro Spektralkomponente (bin) ist eine weitere Goertzelstruktur notwendig, während bei der schnellen Fourier-Transformation der Berechnungsaufwand nur mit {\displaystyle N\cdot \log _{2}N} ansteigt.
Der Algorithmus kann effizient in digitalen Signalprozessoren implementiert werden.

## Anwendungen
Die Anwendungen liegen in der Erkennung einzelner Frequenzen (Tonerkennung) in einem Signal wie beispielsweise bei der Erkennung der Signalisierungsfrequenzen bei dem im Telefonbereich eingesetzten Mehrfrequenzwahlverfahren. In diesem Fall muss nur der Betrag der Spektralkomponente ausgewertet werden, was weitere Vereinfachungen in der Berechnung gestattet.